# 王玉普
王玉普（1956年10月6日—2020年12月8日），男，辽宁新民人，中华人民共和国政治人物。原大庆石油学院矿机专业毕业，中国石油大学（北京）石油天然气工程学院在职研究生，工学博士，中国工程院院士，教授级高级工程师，消防救援总监消防救援衔。1982年1月参加工作，1985年3月加入中国共产党。中共第十七届中央候补委员，第十八、十九届中央委员。曾任大庆油田有限责任公司董事长、兼总经理，黑龙江省人民政府副省长，中华全国总工会党组书记、副主席、书记处第一书记，中国工程院党组副书记、副院长，中石化集团董事长、党组书记，国家安全生产监督管理总局局长、党组书记，中华人民共和国应急管理部部长，消防救援总监衔。2020年12月8日在任内逝世，享年64岁。

## 生平

### 早年经历
1978年3月，王玉普考入原大庆石油学院矿机专业学习。毕业后，被分配到大庆石油管理局采油七厂工作；曾历任工程技术大队技术员，工艺室主任，技术大队副大队长，地质工艺研究所副所长，工程技术大队大队长，采油七厂副厂长等职。1996年，调任采油四厂副厂长；1998年，任大庆石油管理局副总工程师。

### 领导大庆油田
1998年，大庆石油管理局改制，成立大庆油田有限责任公司，王玉普出任大庆油田有限责任公司董事、副总工程师。此后，历任公司副总经理、党委委员兼第一采油厂厂长、党委书记，公司常务副总经理，副董事长、常务副总经理；2003年12月，接替苏树林出任大庆油田有限责任公司董事长、兼总经理；2007年12月，当选中国工程院院士。

### 从政之路
2009年8月，53岁的王玉普离开工作了27年的大庆油田，进入政府部门，当选黑龙江省副省长。 在孙春兰调福建任职后，王玉普在2010年7月举行的中华全国总工会第十五届执行委员会第四次全体会议上，当选全国总工会副主席、书记处第一书记、党组书记。2013年3月，调任中国工程院党组副书记。2015年5月4日任中石化集团董事长、党组书记。2017年9月，任国家安全生产监督管理总局党组书记、局长。2018年3月，出任新成立的中华人民共和国应急管理部部长。2018年11月，授予消防救援总监衔。
王玉普上任应急管理部部长以后很少出席公开活动，应急管理部的日常工作都由党委书记黄明主持，据传他在上任之前已罹患胰腺癌。2020年12月8日早上10時45分，王玉普在天津因病逝世。12月14日上午，王玉普遗体送别仪式在北京市八宝山革命公墓举行，栗战书参加。

## 家庭
王玉普已婚，有一女。